# ロージズインメイ
ロージズインメイ（Roses in May、2000年2月9日 - 2025年3月4日）はアメリカ合衆国生産の競走馬、種牡馬。主な勝ち鞍は2004年のホイットニーハンデキャップ、2005年のドバイワールドカップ。

## 戦績
- 特記事項なき場合、本節の出典はEQUIBASE[1]

2003年5月3日、チャーチルダウンズ競馬場でデビュー。2戦目で勝ちあがり、アローワンス競走で2着、1着としたあと、9月13日に重賞初出走となるジェロームハンデキャップ6着でシーズンを終えた。
2004年4月、キーンランド競馬場でのアローワンス競走で復帰し1着、続くオプショナルクレーミング競走1着を経てプレーリーメドウズ競馬場のG3競走コーンハスカーブリーダーズカップハンデキャップでパーフェクトドリフトを下し、重賞を初制覇した。
次走のホイットニーハンデキャップでも再びパーフェクトドリフトを破ってG1競走を初めて制する。秋に入ってケンタッキーカップクラシックハンデキャップを勝って重賞3連勝、トータル5連勝でブリーダーズカップ・クラシックに出走するが、ゴーストザッパーの2着に終わった。
2005年、初戦のドンハンデキャップでセイントリアムの2着に入った後ドバイに向かい、ドバイワールドカップではスタートから逃げて最後はダイネヴァーに3馬身差をつけて勝利。
その後、日本の岡田繁幸が80パーセントの馬主権利を取得し、日本で種牡馬入りすることになった。年内はジャパンカップダートを最終目標に現役続行の予定だったが、8月に左前脚に屈腱炎を発症し引退した。

## 競走成績
以下の内容は、EQUIBASEの情報および記載法に基づく。
| 出走日     | 競馬場                 | 競走名                         | 格 | 距離   | 頭数 | 枠番 (PP) | 馬番 (Pgm) | 着順 | 騎手            | 斤量（lb./kg換算） | タイム  | 着差/タイム差 | 勝ち馬/（2着）馬    |
| ---------- | ---------------------- | ------------------------------ | -- | ------ | ---- | --------- | ---------- | ---- | --------------- | ------------------ | ------- | ------------- | ------------------- |
| 2003.05.03 | チャーチルダウンズ     | メイドン                       |    | ダ7f   | 7    | 4         | 5          | 2着  | P. デイ         | 114/51.5           |         | （3馬身）     | Draw Fire           |
| 0000.05.25 | チャーチルダウンズ     | メイドン                       |    | ダ8.5f | 8    | 1         | 1          | 1着  | P. デイ         | 115/52             | 1:44.91 | 5馬身         | （Major Decision）  |
| 0000.06.22 | チャーチルダウンズ     | アローワンス                   |    | ダ8.5f | 8    | 4         | 4          | 2着  | P. デイ         | 116/52.5           |         | （2馬身1/4）  | Kodema              |
| 0000.08.17 | サラトガ               | アローワンス                   |    | ダ9f   | 6    | 1         | 1          | 1着  | P. デイ         | 115/52             | 1:50.10 | 10馬身1/2     | （Silent Fred）     |
| 0000.09.13 | ベルモントパーク       | ジェロームH                    | G2 | ダ8f   | 9    | 4         | 4          | 6着  | J. ヴェラスケス | 113/51             |         | （10馬身）    | During              |
| 2004.04.17 | キーンランド           | アローワンス                   |    | ダ8.5f | 8    | 8         | 9          | 1着  | J. ベイリー     | 116/52.5           | 1:42.61 | 12馬身        | （Best Minister）   |
| 0000.05.21 | チャーチルダウンズ     | オプショナルクレーミング       |    | ダ8.5f | 5    | 3         | 3          | 1着  | P. デイ         | 121/55             | 1:43.40 | 5馬身         | （Strength Within） |
| 0000.07.03 | プレーリーメドウズ     | コーンハスカーBCH              | G3 | ダ9f   | 6    | 1         | 1          | 1着  | M. グイドリー   | 115/52             | 1:46.63 | 1馬身1/2      | （Perfect Drift）   |
| 0000.08.07 | サラトガ               | ホイットニーH                  | G1 | ダ9f   | 9    | 2         | 2          | 1着  | E. プラード     | 114/51.5           | 1:48.54 | ハナ          | （Perfect Drift）   |
| 0000.09.18 | ターフウェイパーク     | ケンタッキーカップクラシックH  | G2 | ダ9f   | 6    | 5         | 5          | 1着  | J. ヴェラスケス | 118/53.5           | 1:49.13 | 4馬身         | （Pie N Burger）    |
| 0000.10.30 | ローンスターパーク     | ブリーダーズカップ・クラシック | G1 | ダ10f  | 13   | 6         | 6          | 2着  | J. ヴェラスケス | 126/57             |         | （3馬身）     | Ghostzapper         |
| 2005.02.05 | ガルフストリームパーク | ドンH                          | G1 | ダ9f   | 6    | 5         | 4          | 2着  | J. ヴェラスケス | 121/55             |         | （3馬身3/4）  | Saint Liam          |
| 0000.03.26 | ナドアルシバ           | ドバイワールドC                | G1 | ダ10f  | 12   | 12        | 11         | 1着  | J. ヴェラスケス | 126/57             | 2:02.17 | 3馬身         | （Dynever）         |

## 引退後
種牡馬引退時にアメリカに戻す契約で日本に輸入され、2006年からビッグレッドファームで供用された。同年は社台スタリオンステーションを除いた最多配合頭数192頭を記録した。
2024年まで19年間種付けを行なっていたが、同年末から歩様の違和感があり、年明けに腰萎（腰フラ）を発症していることが判明、2025年2月10日、体調面を考慮し種牡馬を引退することがビッグレッドファームの公式サイトで発表された。歩様の悪化に注意を払われていたが、3月4日に起立不能となり、同日夕方に死亡した。

### グレード制重賞優勝馬
太字はGI（またはJpnI）競走。
- 2007年産
  - ドリームバレンチノ（2012年函館スプリントステークス、2013年シルクロードステークス、兵庫ゴールドトロフィー、2014年JBCスプリント、2016年東京盃）[12]
- 2008年産
  - サミットストーン（2013年金沢スプリントカップ、金沢競馬場移転40周年記念、イヌワシ賞、中日杯、2014年大井記念、浦和記念）[13]
- 2009年産
  - コスモオオゾラ（2012年弥生賞）[14]
  - マイネルバイカ（2015年白山大賞典）[15]
- 2013年産
  - ウインムート（2018年兵庫ゴールドトロフィー、2019年さきたま杯）[16]
- 2014年産
  - ローズジュレップ（2016年兵庫ジュニアグランプリ、2017年クラウンカップ）[17]
  - ローズプリンスダム（2017年レパードステークス）[18]
- 2015年産
  - クレイジーアクセル（2018年東京湾カップ、2019年ノースクイーンカップ、ビューチフルドリーマーカップ、クイーン賞）[19]

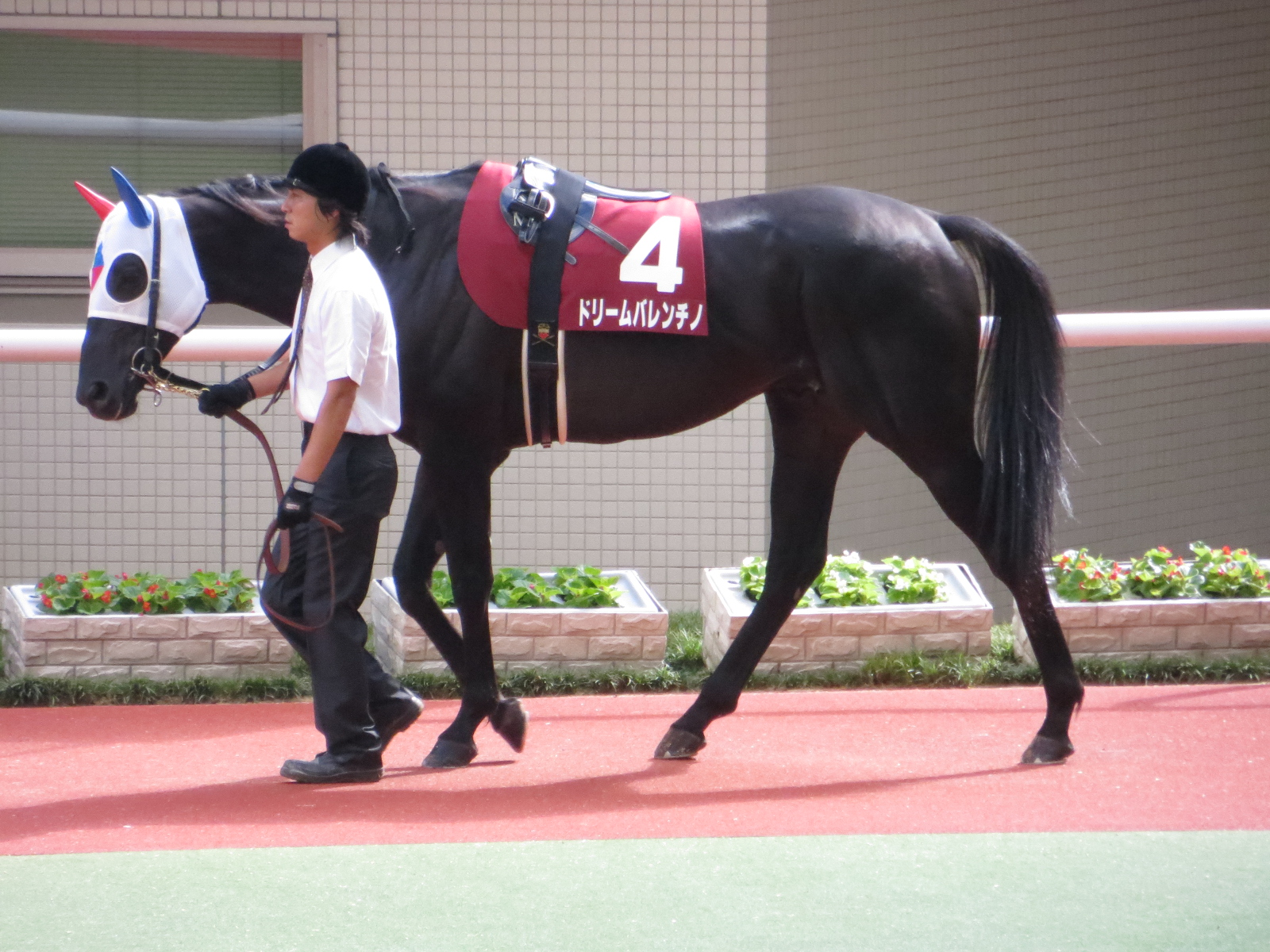
ドリームバレンチノ（2007年産）

### 地方重賞優勝馬
- 2007年産
  - エーシンアガペー（2012年摂津盃、2013年マイル争覇、福山牝馬特別）[20]
  - ドリームマジシャン（2013年オータムカップ、東海ゴールドカップ）[21]
  - アドマイヤツバサ（2014年雲仙岳賞）[22]
- 2008年産
  - モエレトゥループ（2010年ジュニアクラウン）[23]
  - ミヤジメーテル（2012年名港盃）[24]
  - マイネエレーナ（2014年埼玉新聞栄冠賞）[25]
- 2009年産
  - マイネルハーシェル（2015年文月賞）[26]
- 2010年産
  - ジェネラルグラント（2012年サンライズカップ、2013年京浜盃、ダービーグランプリ、2014年フジノウェーブ記念）[27]
  - マイネルリボーン（2018年百万石賞）[28]
- 2011年産
  - ブラックバカラ（2016年珊瑚冠賞）[29]
- 2012年産
  - エムティサラ（2014年金沢プリンセスカップ、2015年北日本新聞杯、加賀友禅賞）[30]
- 2013年産
  - サブノクロヒョウ（2017年東京記念）[31]
- 2014年産
  - コウユーヌレエフ（2018年霧島賞）[32]
  - ハドソンホーネット（2019年一條記念みちのく大賞典）[33]
  - スペルマロン（2019年高知県知事賞、2020年黒潮スプリンターズカップ、珊瑚冠賞、黒潮マイルチャンピオンシップ、高知県知事賞、2021年だるま夕日賞、二十四万石賞、福永洋一記念、トレノ賞、建依別賞、黒潮マイルチャンピオンシップ）[34]
- 2015年産
  - コスモハーキュリー（2018年大観峰賞）[35]
  - ツクバクロオー（2020年福永洋一記念）[36]
  - スーパースナッズ（2023年佐賀がばいダッシュ）[37]
- 2016年産
  - アンバラージュ（2020年中島記念）[38]
- 2017年産
  - ダイリンウルフ（2022年・2024年ウインターチャンピオン）[39]
- 2018年産
  - トーセンジェイク（2021年黒潮菊花賞）[40]
- 2019年産
  - コスモポポラリタ（2021年フローラルカップ、ブロッサムカップ、2024年九州チャンピオンシップ）[41]

### 母の父としての産駒

#### グレード制重賞優勝馬
- 2015年産
  - マイネルファンロン（2021年新潟記念）- 父ステイゴールド[42]
- 2017年産
  - マイネルグリット（2019年小倉2歳S）- 父スクリーンヒーロー[43]
- 2018年産
  - ユーバーレーベン（2021年優駿牝馬）- 父ゴールドシップ[44]
  - クリノドラゴン（2022年浦和記念）- 父アスカクリチャン[45]
- 2020年産
  - マイネルエンペラー（2024年日経賞）- 父ゴールドシップ
- 2021年産
  - コガネノソラ（2024年クイーンステークス）- 父ゴールドシップ

#### 地方重賞優勝馬
- 2019年産
  - マイネルシトラス（2025年大高坂賞）- 父ジョーカプチーノ
- 2022年産
  - ポリスヴィークル（2024年カペラ賞）- 父モーニン

## 血統表
| ロージズインメイの血統       | ロージズインメイの血統           | ロージズインメイの血統   | （血統表の出典）         | （血統表の出典） |
| 父系                         | ヘイロー系                       | ヘイロー系               | ヘイロー系               | [ § 2 ]          |
| 父 Devil His Due 1989 黒鹿毛 | 父の父Devil's Bag 1981 鹿毛      | Halo                     | Hail to Reason           | Hail to Reason   |
| 父 Devil His Due 1989 黒鹿毛 | 父の父Devil's Bag 1981 鹿毛      | Halo                     | Cosmah                   |                  |
| 父 Devil His Due 1989 黒鹿毛 | 父の父Devil's Bag 1981 鹿毛      | Ballade                  | Herbager                 | Herbager         |
| 父 Devil His Due 1989 黒鹿毛 | 父の父Devil's Bag 1981 鹿毛      | Ballade                  | Miss Swapsco             |                  |
| 父 Devil His Due 1989 黒鹿毛 | 父の母Plenty o'Toole 1977 黒鹿毛 | Raise a Cup              | Raise a Native           | Raise a Native   |
| 父 Devil His Due 1989 黒鹿毛 | 父の母Plenty o'Toole 1977 黒鹿毛 | Raise a Cup              | Spring Sunshine          |                  |
| 父 Devil His Due 1989 黒鹿毛 | 父の母Plenty o'Toole 1977 黒鹿毛 | Li'l Puss                | Noble Jay                | Noble Jay        |
| 父 Devil His Due 1989 黒鹿毛 | 父の母Plenty o'Toole 1977 黒鹿毛 | Li'l Puss                | Li'l Sis                 |                  |
| 母 Tell a Secret 1977 黒鹿毛 | 母の父Speak John 1958 鹿毛       | Prince John              | Princequillo             | Princequillo     |
| 母 Tell a Secret 1977 黒鹿毛 | 母の父Speak John 1958 鹿毛       | Prince John              | Not Afraid               |                  |
| 母 Tell a Secret 1977 黒鹿毛 | 母の父Speak John 1958 鹿毛       | Nuit de Folies           | Tornado                  | Tornado          |
| 母 Tell a Secret 1977 黒鹿毛 | 母の父Speak John 1958 鹿毛       | Nuit de Folies           | Folle Nuit               |                  |
| 母 Tell a Secret 1977 黒鹿毛 | 母の母Secret Retreat 1968 鹿毛   | Clandestine              | Double Jay               | Double Jay       |
| 母 Tell a Secret 1977 黒鹿毛 | 母の母Secret Retreat 1968 鹿毛   | Clandestine              | Conniver                 |                  |
| 母 Tell a Secret 1977 黒鹿毛 | 母の母Secret Retreat 1968 鹿毛   | Retirement               | Royal Gem                | Royal Gem        |
| 母 Tell a Secret 1977 黒鹿毛 | 母の母Secret Retreat 1968 鹿毛   | Retirement               | Marie J.                 |                  |
| 母系(F-No.)                  | (FN:1-a)                         | (FN:1-a)                 | (FN:1-a)                 | [ § 3 ]          |
| 5代内の近親交配              | Double Jay 5 × 4 = 9.38%         | Double Jay 5 × 4 = 9.38% | Double Jay 5 × 4 = 9.38% | [ § 4 ]          |
| 出典                         | 1. 2. 3. 4.                      | 1. 2. 3. 4.              | 1. 2. 3. 4.              | 1. 2. 3. 4.      |